# The Greatest Showman (trilha sonora)
The Greatest Showman: Original Motion Picture Soundtrack é a trilha sonora do filme The Greatest Showman (2017), lançada na íntegra em 8 de dezembro de 2017 através da gravadora Atlantic Records.
O primeiro lançamento de pré-venda foi em 26 de outubro de 2017 com três singles promocionais: "The Greatest Show", "This Is Me" e "Rewrite the Stars". O álbum acabou se tornando um grande sucesso global após o lançamento do filme, alcançando o topo da Billboard 200 durante duas semanas e também atingindo o topo das paradas do Reino Unido e na Austrália. O álbum também atingiu a primeira posição no iTunes em mais de 65 países. Tal fato fez com que vários grandes artistas regravassem as suas músicas, como: Sergy el Som, Anthem Lights, Pentatonix, Pink, entre outros.

## Lista de faixas
Todas as faixas escritas e compostas por Pasek & Paul. 
| N.º            | Título                       | Executado por                                  | Duração |  |
| 1.             | "The Greatest Show"          | Hugh Jackman, Keala Settle, Zac Efron, Zendaya | 5:02    |  |
| 2.             | "A Million Dreams"           | Ziv Zaifman, Jackman, Michelle Williams        | 4:29    |  |
| 3.             | "A Million Dreams (Reprise)" | Austyn Johnson, Cameron Seely, Jackman         | 1:00    |  |
| 4.             | "Come Alive"                 | Jackman, Settle, Daniel Everidge, Zendaya      | 3:45    |  |
| 5.             | "The Other Side"             | Jackman & Efron                                | 3:34    |  |
| 6.             | "Never Enough"               | Loren Allred                                   | 3:27    |  |
| 7.             | "This Is Me"                 | Settle                                         | 3:54    |  |
| 8.             | "Rewrite the Stars"          | Zac Efron & Zendaya                            | 3:37    |  |
| 9.             | "Tightrope"                  | Williams                                       | 3:54    |  |
| 10.            | "Never Enough (Reprise)"     | Allred                                         | 1:20    |  |
| 11.            | "From Now On"                | Jackman                                        | 5:49    |  |
| Duração total: | Duração total:               | Duração total:                                 | 39:51   |  |

## Prêmios e indicações
| Prêmio                       | Data da cerimônia     | Categoria              | Recipiente(s) e nomeação(ões)         | Resultado | Ref.  |
| ---------------------------- | --------------------- | ---------------------- | ------------------------------------- | --------- | ----- |
| Prêmios Globo de Ouro        | 7 de janeiro de 2018  | Melhor canção original | This Is Me - Benj Pasek e Justin Paul | Venceu    | [ 5 ] |
| Critics' Choice Movie Awards | 11 de janeiro de 2018 | Melhor canção          | This Is Me - Benj Pasek e Justin Paul | Indicado  | [ 6 ] |
| Prêmios Óscar                | 4 de março de 2018    | Melhor canção original | This Is Me - Benj Pasek e Justin Paul | Indicado  | [ 7 ] |

## Desempenho nas tabelas musicais
| Paradas (2017–18)                     | Melhor posição |
| ------------------------------------- | -------------- |
| Alemanha (Offizielle Deutsche Charts) | 5              |
| Austrália (ARIA)                      | 1              |
| Áustria (Ö3 Austria Top 40)           | 11             |
| Bélgica (Ultratop Valônia)            | 58             |
| Bélgica (Ultratop Flandres)           | 5              |
| Canadá (Billboard)                    | 3              |
| República Tcheca (ČNS IFPI)           | 16             |
| Coreia do Sul (GAON)                  | 2              |
| Dinamarca (Hitlisten)                 | 8              |
| Escócia (Official Scottish Albums)    | 1              |
| Espanha (PROMUSICAE)                  | 43             |
| Estados Unidos (Billboard 200)        | 1              |
| Estados Unidos (Billboard Soundtrack) | 1              |
| Hungria (MAHASZ)                      | 34             |
| Irlanda (IRMA)                        | 1              |
| Itália Compilation Albums (FIMI)      | 1              |
| Japão (Billboard Hot Albums)          | 1              |
| Nova Zelândia (RMNZ)                  | 1              |
| Países Baixos (Dutch Charts)          | 5              |
| Reino Unido (Official Albums Chart)   | 1              |
| Suíça (Schweizer Hitparade)           | 4              |
| Taiwan (Five Music)                   | 1              |